# Socha

Localização de Socha no departamento de Boyacá.

Socha é um município no departamento de Boyacá, na Colômbia.